# 症候群シリーズ
『症候群シリーズ』（しょうこうぐんシリーズ）は、貫井徳郎による日本の推理小説のシリーズ。

## 概要
警視庁内の捜査課が表立って動けない事件を処理する、警察組織が扱いにくい事件を捜査し真相を追い求めるチーム『特殊任務』の活躍を描いたミステリー。岡嶋二人『眠れぬ夜の殺人』の講談社文庫版に寄せた貫井の解説によると、岡嶋二人の捜査0課シリーズの中断を惜しんだ貫井が「設定をそのまま借りてオリジナルのストーリーを書いた」小説である。
2017年、『犯罪症候群』（はんざいしょうこうぐん）のタイトルでテレビドラマ化された。

## 書誌情報
失踪症候群
単行本：1995年11月、双葉社、ISBN 978-4575232424
文庫本：1998年3月15日、双葉文庫、ISBN 978-4575506365
文庫本【新装版】：2014年10月16日、双葉文庫、ISBN 978-4575517156
誘拐症候群
単行本：1998年3月、双葉社、ISBN 978-4575233377
文庫本：2001年5月20日、双葉文庫、ISBN 978-4575507799
文庫本【新装版】：2014年11月13日、双葉文庫、ISBN 978-4575517262
殺人症候群
単行本：2002年1月、双葉社、ISBN 978-4575234312
文庫本：2005年6月20日、双葉文庫、ISBN 978-4575510140
文庫本【新装版】：2014年12月11日、双葉文庫、ISBN 978-4575517392

## あらすじ
失踪症候群
「若者の失踪事件を秘密裏に追って欲しい」という依頼を受け影の特殊工作チームが捜査を開始するが、失踪者は住居を不自然に何度か転々と変えていた。
誘拐症候群
警察沙汰にはならない、当人が払える限界額の金を要求する誘拐が多発。かなり考え抜かれた計画は用意周到で到底首謀者へ辿り着けるものではなかった。
殺人症候群
環たちは一見関連性がなく、場合によっては事故として処理されているような事件の裏にあるものを捜査する事に。その事件・事故の被害者達はかつて重大な犯罪を犯しながら、精神状態の異常、未成年といった理由で十分な罰を受けることなく社会復帰した者ばかりだった。

## 登場人物
環 敬吾（たまき けいご）
警視庁警務部人事二課に所属。影の特殊工作チームのリーダー。
原田 柾一郎（はらだ まさいちろう）
私立探偵。妻の雅恵、娘の真梨子と3人暮らし。影の特殊工作チームのメンバー。『失踪症候群』で物語の中心人物になる。
武藤 隆（むとう たかし）
托鉢僧。影の特殊工作チームのメンバー。『誘拐症候群』で物語の中心人物になる。
倉持 真栄（くらもち まさはえ）
肉体労働者。影の特殊工作チームのメンバー。『殺人症候群』で物語の中心人物になる。

## テレビドラマ
東海テレビ×WOWOW共同製作連続ドラマの第1弾として、Season1は2017年4月8日から5月27日まで、フジテレビ系列「オトナの土ドラ」で全8話が放送された。Season2は同年6月11日から7月2日まで、WOWOW「日曜オリジナルドラマ」で全4話が放送された。Season1は『失踪症候群』『誘拐症候群』を、Season2は『殺人症候群』を原作としている。
Season2は地上波では2017年12月25日から12月28日まで、東海テレビ「みんなのドラマ」枠で放送された（中京ローカル）。2020年6月6日から「オトナの土ドラ」枠で放送予定だった『13（サーティーン）』が、新型コロナウイルス感染拡大防止のため撮影を休止していることで放送延期となり、代替作品として全国ネット地上波放送された。
キャッチコピーは「正義に罪はないのか?」。

### キャスト

#### 主要人物
武藤隆（むとう たかし）
演 - 玉山鉄二
Season1主役。
探偵事務所の調査員で、元刑事。一年前に妹・小百合が殺され、殺意を持って犯人である未成年の少年を殴ったことがきっかけで警察を辞める。環から、事件を秘密裏に調査する特殊任務を依頼される。
鏑木護（かぶらぎ まもる）
演 - 谷原章介
Season2主役。
警視庁捜査一課の刑事。隆が刑事だった頃の先輩で、隆の妹の恋人でもあった。隆に環には関わらないよう忠告する。Season1最終話で、警視庁から北泉署に異動となる。

#### 周辺人物
武藤雅恵（むとう まさえ）
演 - 鶴田真由
隆の妻。娘のことで悩む隆を支える。
武藤真梨子（むとう まりこ）
演 - 桜田ひより
隆の娘。警察官である父を尊敬していたが、隆が警察を辞めてからは反抗的な態度をとるようになる。
武藤小百合
演 - 東加奈子
隆の妹。鏑木と交際していた。中学生の男子に殺害されている。
犯人
演 - 吉田晴登
小百合を殺害した中学生。少年鑑別所に収監された直後に首を吊って自殺している。

#### 警察関係者
環敬吾（たまき けいご）
演 - 渡部篤郎
警視庁人事二課に所属。特殊任務を指揮し、隆に特命を与える。目的のためなら手段を選ばず、隆や隆の娘をも利用する。
浜村明彦（はまむら あきひこ）
演 - 芹澤名人
警視庁捜査一課長。
酒井信宏（さかい のぶひろ）
演 - 古川悦史
警視庁刑事部長。
冨川
演 - 中村育二（S1 最終話・S2）
審議官。
北嶋
演 - 阿南健治（S2）
北泉署刑事。鏑木の先輩。
大槻
演 - 本田大輔（S2）
北泉署刑事。鏑木の同僚。
城山
演 - 石黒賢（S2）
北泉署課長。鏑木の上司。

#### 少年犯罪を考える会（S2）
矢吹響子
演 - 木村多江（S1 最終話）
少年犯罪被害者遺族の支援団体「少年犯罪を考える会」主催者。少年犯罪被害者。
梶原智之
演 - 野間口徹
少年犯罪被害者遺族。「少年犯罪を考える会」会員。
梶原成美
演 - 春木みさよ（第1話 - 第3話）
智之の妻。
牧田佐枝子
演 - 宮田早苗
浩文の妻。
牧田浩文
演 - 板尾創路（S1 最終話）
「少年犯罪を考える会」主催者。少年犯罪被害者遺族。

#### その他（S2）
小島継治
演 - 小林豊（BOYS AND MEN）
小島和子の息子。病気で自宅療養している。
小島和子
演 - 手塚理美
成徳総合病院小児科 看護師。女手一つで継治を育てている。
坂井優奈
演 - 池田愛
成徳総合病院小児科 看護師。小島和子の同僚。

#### ゲスト（S1）

##### 第1話（S1）
- 磯村咲子〈34〉（元保育士） - ミムラ（第2話・第3話）
- 田村公平（会社員・誘拐被害者の父） - 甲本雅裕（第2話・第3話）
- 磯村初江 - 立石涼子（第2話）
- ジーニアス / 後藤拓己（ネット界のカリスマ・誘拐の首謀者） - 要潤（第2話・第3話）
- 後藤俊和（拓己の弟・誘拐の実行犯） - 生島翔（第2話・第3話）
- 安藤美里（婦人警官） - 椿弓里奈（第2話）
- 田村蓉子（公平の妻） - 田実陽子（第2話・第3話）
- 田村秋穂（公平の娘・誘拐被害者） - 船木愛理亜（第2話・第3話）
- 誘拐された子ども - 田中誠人、山崎杷子、下山田陽明、古川凜（第2話）
- 竹中（誘拐された子どもの父親） - 阿部竜一
- 磯村咲子の友人 - 石塚奈津美

##### 第2話（S1）
- 香澄（後藤俊和の女） - 水原ゆき（第3話）
- 主婦（磯村家の近隣住民） - 松山尚子（第3話）
- 情報屋（武藤が雇った情報屋） - 三島ゆたか
- 管理人 - 中野順二
- 子ども（誘拐された子ども） - 斎藤汰鷹
- 社員（磯村咲子が電話で問い合わせた会社の社員） - 日比野線
- アナウンサー - 宮武紗里（東海テレビアナウンサー）

##### 第3話（S1）
- 刑事（後藤拓己を連行する） - 榎木薗郁也
- 子ども（公園で後藤俊和に誘拐されそうになる子ども） - 清水夢叶

##### 第4話（S1）
- 吉住計志（偽小沼豊・ゲーム制作会社デバッガー） - 大内田悠平（第5話）
- 小沼豊〈21〉（明和大学学生・行方不明者） - 上杉柊平（第5話）
- 長谷宏治（ロックバンド「ZECK」のヴォーカル） - 水野勝（BOYS AND MEN）（第5話）
- 池上昇平（ロックバンド「ZECK」のベーシスト） - 辻本達規（BOYS AND MEN）（第5話）
- 村木了（ロックバンド「ZECK」のギタリスト） - 平松賢人（BOYS AND MEN）（第5話）
- 安達育美（偽小沼〈吉住〉の同僚で恋人） - 生越千晴（第5話）
- 山口早希代（武藤小百合殺害犯の姉・広沢良美の戸籍で生活している） - 大坪あきほ（第5話）
- 牧村唯（武藤真梨子のライブ友だち） - 榎本実優（第5話）
- 大家（吉住が小沼名義で住んでいるマンションの大家） - 十貫寺梅軒
- 明和大学生 - 菅原昌規、亀井賢治、松崎亮
- 区役所職員（区民係 係員） - 菅原祥子
- パスポート窓口係員 - 吉本想一郎
- 同僚（偽小沼〈吉住〉のゲーム会社の同僚） - 上島信彦
- 安田勇希（第5話）

##### 第5話（S1）
- 馬橋康雄（不動産会社「新星エステート」社員） - 小松利昌
- 管理人（小沼が坂本俊介名義で住んでいるマンションの管理人） - 内藤トモヤ
- 支店長（新星エステートの馬橋の上司） - 中田敦夫
- 女性（新星エステートに部屋を探しに来る） - 山田茉亜紗
- 男性（トイレでセカンドバッグを拾う） - 関ヒロユキ
- 男性社員（新星エステート 社員） - スチール哲平
- 隣人（小沼が坂本名義で住んでいるマンションの隣人） - 篠田諒

##### 第6話（S1）
- 高梨道典（絵本作家・ティッシュ配り） - 高橋光臣（第7話・最終話）
- 高梨美和（道典の妻） - 前田亜季（第7話・最終話）
- 高梨道治（大企業「フォルト」社長・道典の父） - 竜雷太（第7話・最終話）
- 桜井秀人〈55〉（フォルト 社長秘書） - 相島一之（第7話・最終話）
- 長谷川（刑事） - 林和義（第7話・最終話）
- 小山（刑事） - 徳秀樹（第7話）
- ホームレス - 原田文明（第7話）
- フォルト社員 - 麻倉卓也（最終話）
- 高梨和樹（道典と美和の息子・誘拐被害者） - 大村優怜（第7話）
- ファミレス店員 - 今村有希
- 野口雄介

##### 第7話（S1）
- 山名隆行〈32〉（誘拐犯） - 高橋努（第6話・最終話）
- 元さん（ホームレス） - 有薗芳記
- 井端誠（民自党代議士） - 新井康弘（最終話）
- 梶伸介〈26〉（運送会社勤務・誘拐犯） - 鶴田亮介（第6話・最終話）
- ティッシュ配り（高梨道典の同僚） - 宮森右京

##### 最終話（S1）
- 本村（経済産業大臣） - 井上浩
- 國本印刷 工場長 - 浜田道彦
- フォルト社員 - 神部美咲

#### ゲスト（S2）

##### 第1話（S2）
- 佐島真（工場勤務・梶原智之の息子を殺した元少年犯罪者） - 若林時英
- 香山徹人（工場勤務・梶原智之の息子を殺した元少年犯罪者） - 松島海斗
- 大杉彩音（小児科入院患者） - 田牧そら（第2話）
- 店長（吉岡のバイト先のカフェ店長） - 金剛地武志
- 吉岡幸太郎〈19〉（高里学院大学学生・交通事故被害者） - 井藤瞬
- ダンプカー運転手（吉岡を轢いた運転手） - 光宣
- 警察官 - 恵有一
- 警備員（襲われた響子を助ける） - 川守田政人
- 会員（少年犯罪を考える会 会員） - よしのよしこ
- 冒頭の被害者（元少年犯罪者） - 熊坂瑠家
- 女子高生（吉岡のバイト先のカフェに通っていた） - 中崎花音
- 小児科入院患者 - 山田梨里愛（第2話）
- キャスター - 長島弘樹（東海テレビアナウンサー）
- 出口高司、土田卓

##### 第2話（S2）
- 大杉貴子（彩音の母） - 紺野まひる
- 高木（響子の恋人・故人・少年犯罪被害者） - 森岡豊
- 彩音の祖母 - ふくまつみ
- 看護師長（和子の上司） - 兎本有紀
- 医師 - 青木一平
- 被害者遺族 - 笹山ゆき乃
- 警官 - 渡部遼介
- 医師 - 田中貴裕
- 少年（鏑木を襲う） - 小河原義経、井上翔太
- キャスター - 高橋知幸（東海テレビアナウンサー）

##### 第3話（S2）
- 市原智貴（元少年犯罪者） - 健太郎（最終話）
- 響子の母 - 吉田幸矢
- 成徳総合病院 副院長 - 矢嶋俊作（最終話）
- 主婦（市原家の近隣住民） - 棟里佳
- 救急隊員（小島和子を搬送する） - 奥村アキラ
- 受付（響子が宿泊しているホテルのフロントスタッフ） - 牧佳子
- 原千果子（最終話）、佐瀬弘幸

##### 最終話（S2）
- かなやす慶行

### スタッフ
- 原作 - 貫井徳郎 『失踪症候群』『誘拐症候群』『殺人症候群』（双葉文庫）
- 脚本 - 篠﨑絵里子、谷口純一郎
- 音楽 - やまだ豊
- 監督 - 村上正典、都築淳一
- 企画 - 横田誠（東海テレビ）、小西真人（WOWOW）
- プロデュース - 市野直親（東海テレビ）、青木泰憲（WOWOW）、水野綾子（共同テレビ）
- 制作協力 - 共同テレビジョン
- 製作 - 東海テレビ放送、WOWOW

### 放送日程

#### Season1
| 各話   | 放送日         | サブタイトル | ラテ欄                                                           | 脚本       | 監督     |
| ------ | -------------- | ------------ | ---------------------------------------------------------------- | ---------- | -------- |
| 第1話  | 2017年 4月08日 | 特命         | 復讐の是非。 愛する人を失った男達をつなぐ奇妙な誘拐事件          | 篠崎絵里子 | 村上正典 |
| 第2話  | 4月15日        | 執着         | あなたの中にも獣がいる…? 犯罪者への異常なまでの執着心            | 篠崎絵里子 | 村上正典 |
| 第3話  | 4月22日        | 策謀         | 天才的誘拐犯を引きずり出せ 愛娘守るため父が挑む執念の心理戦!     | 篠崎絵里子 | 都築淳一 |
| 第4話  | 4月29日        | 翻弄         | 見逃すな! 今夜スタート! 超絶怒涛の新展開! 戸籍交換する若者たちへ | 篠崎絵里子 | 村上正典 |
| 第5話  | 5月06日        | 決別         | 娘が捜査のおとりに? 今夜、獣が解放される! 衝撃ラスト10分         | 篠崎絵里子 | 都築淳一 |
| 第6話  | 5月13日        | 一転         | あなたは悪を見抜けるか…? 1億円輸送に目をこらせ…最終章開幕!       | 谷口純一郎 | 村上正典 |
| 第7話  | 5月21日        | 覚醒         | 覚醒…命懸けて犯人を見つけ出す! 硝煙と血と狂気衝撃ラスト          | 谷口純一郎 | 都築淳一 |
| 最終話 | 5月27日        | 前進         | 復讐しても地獄、しなくても地獄… 慟哭と戦慄の最終話!              | 谷口純一郎 | 都築淳一 |

- 第2話は、『土曜プレミアム』放送のため、15分繰り下げ、23時55分 - 翌0時50分に放送された。
- 第7話は、前夜（20日）のボクシング中継「ボクシングフェス2017 SUPER 2 DAYS 第1夜」放送のため30分繰り下げ、0時10分 - 1時5分に放送された（日曜放送）。

#### Season2
| 各話   | 放送日  | 放送日         | サブタイトル | ラテ欄                                            | 脚本       | 監督     |
| 各話   | WOWOW   | 地上波         | サブタイトル | ラテ欄                                            | 脚本       | 監督     |
| ------ | ------- | -------------- | ------------ | ------------------------------------------------- | ---------- | -------- |
| 第1話  | 6月11日 | 2020年 6月06日 | 予感         | 連続不審死の真相!? 復讐の是非を問うサスペンス!!   | 篠崎絵里子 | 村上正典 |
| 第2話  | 6月18日 | 6月13日        | 緊迫         | 復讐は天罰? 正義? 見え隠れする職業殺人者の幻影    | 篠崎絵里子 | 村上正典 |
| 第3話  | 6月25日 | 6月20日        | 暴走         | 殺すと決めた母の愛 真相にたどり着く者が今夜現れる | 篠崎絵里子 | 都築淳一 |
| 最終話 | 7月02日 | 6月27日        | 決別         | 希望と絶望の結末!! 抜け出せぬ復讐地獄に救いは?    | 篠崎絵里子 | 村上正典 |